# Телегіна Валентина Петрівна
Телегіна Валентина Петрівна  (1915—1979) — радянська російська актриса театру і кіно. Заслужена артистка РРФСР (1961). Народна артистка РРФСР (1974).

## З життєпису
Народилась 23 лютого 1915 р. Закінчила Інститут сценічних мистецтв (1937, майстерня С. Герасимова) в Ленінграді. З 1937 по 1940 рік працювала в Театрі імені Лєнсовєта.
Починаючи з 1934 р., знялася у вісімдесяти кінокартинах. Втілювала на екрані образи простих жінок з народу, трудівниць, селянок, наділяючи своїх героїнь чарівністю, душевністю і теплотою.
Знімалася в картинах українських кіностудій. Також брала участь в озвучуванні фільмів та мультфільмів («Сіра шийка» (1948), рос. Оранжевое горлышко (1954), «Остання наречена Змія Горинича» (1978).
Померла 4 жовтня 1979 р. Похована в Москві на Митинському кладовищі.

## Фільмографія

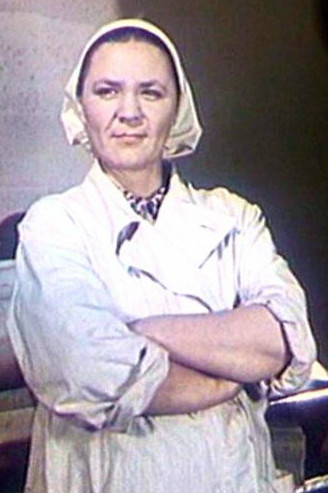
Валентина Телегіна у ролі куховарки Паші в фільмі «Потяг йде на схід» (1947)

1. 1934: «Чи люблю тебе?» — епізод
2. 1937: «Тайга золота» — епізод
3. 1938: «Комсомольськ» — Мотя Котенкова (дебют)
4. 1939: «Гість» — Почта
5. 1939: «Учитель» — Степанида Іванівна Лаутіна
6. 1939: «Хірургія» — кухарка
7. 1939: «Член уряду» — Парасковія Телегіна
8. 1942: «Непереможні» — дружинниця (немає в титрах)
9. 1942: «Секретар райкому» — Дар'я, партизанка
10. 1947: «Весна» — науковий співробітник інституту
11. 1947: «Поїзд йде на схід» — Паша, кухарка на заводі Валентина Телегіна у ролі куховарки Паші в фільмі «Потяг йде на схід» (1947)
12. 1948: «Дорогоцінні зерна» — Варвара Степанівна Курочкіна, кухарка на польовому стані
13. 1949: «Кубанські козаки» — Христофорівна (Авдотья Христофорівна), пташниця
14. 1950: «У степу» — тітка Нюся
15. 1951: «Сільський лікар» — тітка Паша, санітарка
16. 1951: «Спортивна честь» — Вєтлугіна, посильна з квітами
17. 1953: «Степові зорі» — Феодосія
18. 1953: «Сеанс гіпнозу» — працівниця птахорадгоспу
19. 1954: «Море студене» — сваха Терентіївна
20. 1954: «Чемпіон світу» — тітка Поля
21. 1955: «Земля і люди» — Марківна
22. 1955: «Ляна» — чергова в готелі (немає в титрах)
23. 1955: «Матрос Чижик» — Авдотья Петрівна, дружина відставного боцмана Нілича; кіностудія ім. О. Довженка
24. 1955: «Доля барабанщика» — тітка Таня, прибиральниця
25. 1956: «Головний проспект» — епізод; кіностудія ім. О. Довженка
26. 1956: «Дівчина з маяка» — боцманша Євдокія Пилипівна; кіностудія ім. О. Довженка
27. 1956: «Павло Корчагін» — самогонщиця; кіностудія ім. О. Довженка
28. 1956: «Поет» — санітарка, тітка Дуся
29. 1956: «Мандрівка в молодість» —  Марфуша, домробітниця Назарових; кіностудія ім. О. Довженка
30. 1957: «Справа була у Пенькові» — Алевтина Власівна, самогонщиця
31. 1957: «Дім, в якому я живу» — Клавдія Кіндратівна, мати Сергія, Костянтина і Каті
32. 1958: «Олеко Дундич» — попадя
33. 1958: «Стукай в будь-які двері» — мати Геннадія
34. 1959: «Балада про солдата» — літня жінка-шофер
35. 1959: «У нашому місті» — бабуся Бобочки
36. 1959: «Незвичайна подорож Мішки Стрекачова» — Нюра-торговка
37. 1959: «Вітер» — мадам, власниця будинку розпусти
38. 1959: «Сварка в Лукашах» — Степанида Саввічна, мати Кості
39. 1960: «Прощавайте, голуби» — Марія Юхимівна
40. 1960: «Воскресіння» — Корабльова
41. 1961: «Людина йде за сонцем» — теща, яка читає листа
42. 1961: «Чортова дюжина» — провідниця
43. 1962: «Суд» — народний суддя
44. 1962: «Тече Волга» — Наташа, дружина капітана
45. 1962: «Хитра механіка» — тітка Мотря
46. 1964: «Викликаємо вогонь на себе» — Гречушна, спекулянтка
47. 1964: «Живі і мертві» — тітка Паша Куликова
48. 1964: «Казка про втрачений час» — Авдотья Петрівна
49. 1965: «Вірність» — жінка з відром; Одеська кіностудія
50. 1965: «Спекотний липень» — Нилівна
51. 1967: «Підірване пекло» — жінка-сторож
52. 1967: «Розбудіть Мухіна!» — римлянка/ прибиральниця аудиторії
53. 1967: «Тиха Одеса» — горлата торговка на товкучці; Одеська кіностудія
54. 1967: «Три тополі на Плющисі» — Федосія Іванівна
55. 1968: «Доживемо до понеділка» — шкільна нянечка
56. 1968: «Журавушка» — доярка (роль озвучила — Надія Животова)
57. 1968: «Угрюм-ріка» — Варвара, кухарка
58. 1969: «День і все життя» — тітка Поля
59. 1971: «Крок з даху» — санітарка
60. 1971: «Телеграма» — Марія Іванівна, дружина різьбяра
61. 1972: «Увімкніть північне сяйво» — кухарка; Одеська кіностудія
62. 1973: «...і тоді я сказав — ні...» — тітка Паша
63. 1973: «Крапля в морі» — бабуся Валя
64. 1973: «Оновили» — бабуся Борі
65. 1974: «Пам'ятай ім'я своє» — няня в пологовому будинку
66. 1974: «Подія» — Анна Петрівна, «Шибаніха»
67. 1974: «Рейс перший, рейс останній» — дружина діда; Одеська кіностудія
68. 1975: «У самого Чорного моря» — тітка Настя
69. 1975: «Крок назустріч» — няня в пологовому будинку
70. 1976: «Повість про невідомого актора» — актриса
71. 1976: «Квіти для Олі» — санітарка в лікарні; Одеська кіностудія
72. 1977: «Поєдинок в тайзі» — мати Жильцова
73. 1978: «Голубка» — Матрьона
74. 1978: «Живіть в радості» — мати Митяя, Марія Пряжкіна
75. 1978: «Бунтівна барикада» — епізод
76. 1978: «Місяць довгих днів» — Олександра Платонівна
77. 1979: «Сніданок на траві» — тітка Паша, повар в піонертаборі (озвучує Олена Максимова та ін.

## Пам'ять

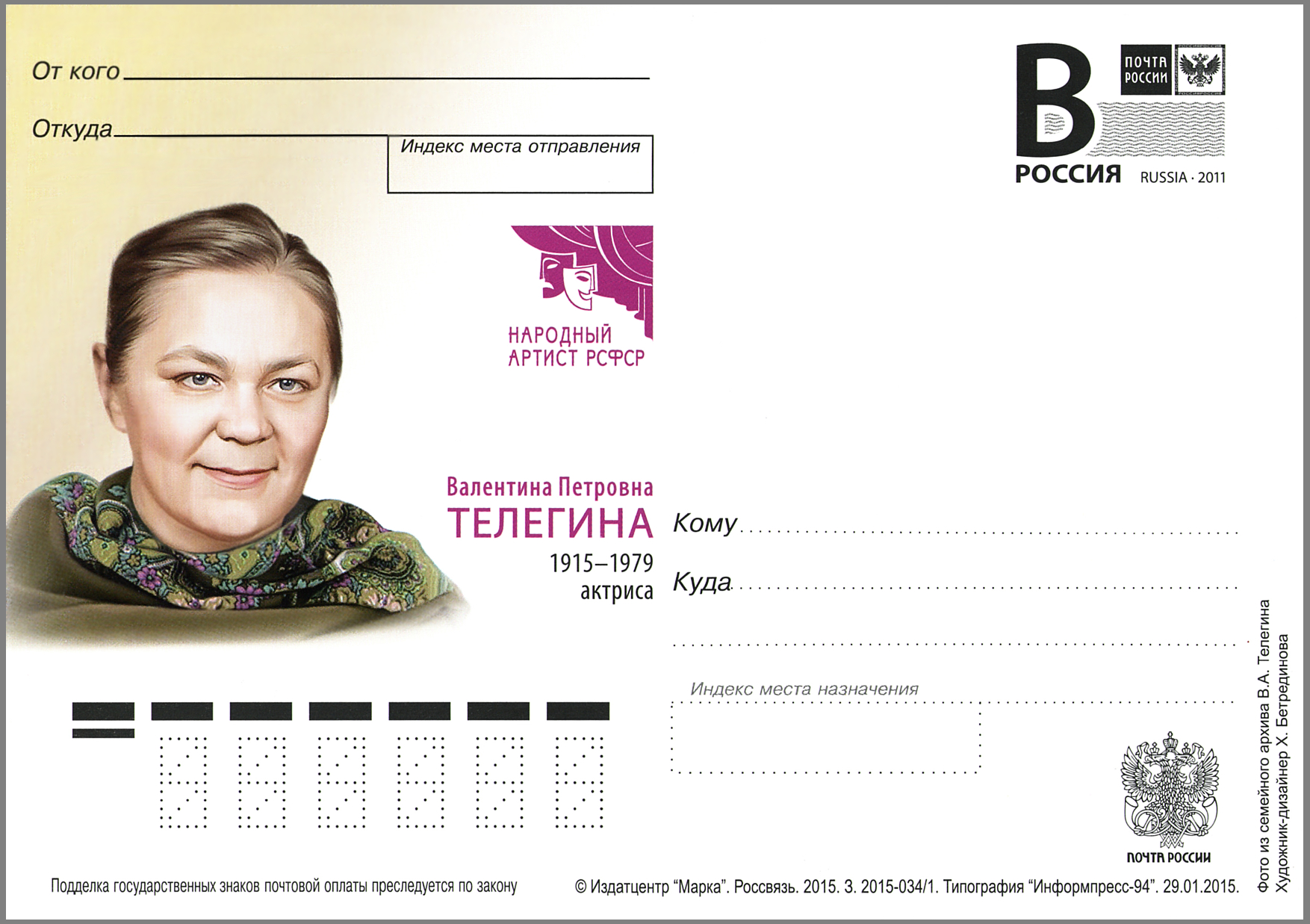

- 1996 — Пам'яті актриси присвячений випуск документального телециклу Леоніда Філатова «Щоб пам'ятали» (рос. «Чтобы помнили»): Валентина Телегіна (фільм 23).